# 57140 Gaddi
57140 Gaddi este un asteroid din centura principală de asteroizi.

## Descriere
57140 Gaddi este un asteroid din centura principală de asteroizi. A fost descoperit pe 15 august 2001 la San Marcello Pistoiese de Luciano Tesi și Andrea Boattini. Asteroidul prezintă o orbită caracterizată de o semiaxă mare de 2,43 ua, o excentricitate de 0,19 și o înclinație de 3,0° în raport cu ecliptica.